# The Stranger (miniserie televisiva)
The Stranger è una miniserie televisiva britannica scritta da Danny Brocklehurst e basata sul romanzo di Harlan Coben del 2015 con l'omonimo titolo. La miniserie è stata presentata in anteprima su Netflix il 30 gennaio 2020.

## Trama
Adam Price è un padre di due figli felicemente sposato, la cui vita viene stravolta in seguito all’incontro con una sconosciuta, la quale rivela un segreto sul conto di sua moglie. Questa informazione lo catapulterà in un mondo di pericoli e di menzogne dalla comunità in cui vive.

## Episodi
| Stagione       | Episodi | Pubblicazione Italia |
| -------------- | ------- | -------------------- |
| Prima stagione | 8       | 2020                 |

## Cast

### Personaggi principali
- Adam Price, interpretato da Richard Armitage, doppiato in italiano da Christian Iansante: avvocato, marito di Corinne e padre di Thomas e Ryan, si ritroverà ad indagare sui segreti della moglie quando viene avvicinato da una misteriosa donna.
- Johanna Griffin, interpretata da Siobhan Finneran, doppiata in italiano da Aurora Cancian: detective della polizia che indaga su diversi casi nel corso della miniserie, partendo da un caso della morte di un alpaca.
- La sconosciuta, interpretata da Hannah John-Kamen, doppiata in italiano da Erica Necci: donna che si avvicina ad Adam dicendogli che sua moglie nasconde alcuni segreti importanti, avrà un ruolo chiave nella vicenda, avvicinandosi anche ad altre persone per dir loro alcuni segreti sulle persone care, come compagni o genitori. Viene menzionata semplicemente come "La sconosciuta".
- Heidi Doyle, interpretata da Jennifer Saunders: donna proprietaria di una pasticceria, migliore amica di Johanna. È inoltre la madre di Kimberley e la moglie di Philipp Griffin. Viene avvicinata anche lei dalla sconosciuta.
- Corinne Price, interpretata da Dervla Kirwan, doppiata in italiano da Sabrina Duranti: moglie di Adam, madre di Thomas e Ryan. Nasconde moltissimi segreti, su cui il marito inizia ad indagare grazie alla rivelazioni della sconosciuta.
- Doug Tripp, interpretato da Shaun Dooley, doppiato in italiano da Ennio Coltorti: vicino di casa e amico di vecchia data di Adam. È inoltre il padre di Mike.
- Mike Tripp, interpretato da Brandon Fellows: amico di Thomas, Daisy e Dante.
- Thomas Price, interpretato da Jacob Dudman, doppiato in italiano da Lorenzo Crisci: figlio adolescente di Adam e Corinne, fratello di Ryan. È amico di Mike e fidanzato di Daisy.
- Ryan Price, interpretato da Misha Handley: fratellino minore di Thomas.
- Wesley Ross, interpretato da Kadiff Kirwan, doppiato in italiano da Riccardo Scarafoni: detective che assiste Johanna nei suoi casi.[1] Viene affettuosamente chiamato "l'infante" da quest'ultima.
- Patrick Katz, interpretato da Paul Kaye: poliziotto intento nell'inseguire la sconosciuta, finge di collaborare con le ricerche ufficiali ma in realtà cerca di proteggere dai ricatti il ricco imprenditore per cui lavora.
- Daisy Hoy, interpretata da Ella-Rae Smith, doppiata in italiano da Sara Labidi: fidanzata di Thomas, nonché amica di Mike e Dante.
- Edgar Price, interpretato da Anthony Head, doppiato in italiano da Massimo Lodolo: padre di Adam, con il quale non ha un buon rapporto.
- Martin Killiane, interpretato da Stephen Rea, doppiato in italiano da Luca Biagini: detective privato che Adam Price rappresenta in un caso.

### Personaggi ricorrenti
- Ingrid Prisby, interpretata da Lily Loveless, doppiata in italiano da Eleonora Reti: donna che accompagna la misteriosa sconosciuta.
- Becca Tripp, interpretata da Jemma Powell: madre di Mike Tripp.
- Philipp Griffin, interpretato da Don Gilet: marito di Johanna.
- Ian Doyle, interpretato da Guy Oliver-Watts: marito di Heidi.
- Kimberley Doyle, interpretata da Callie Cooke: figlia di Heidi.

- Dante Gunnarsson, interpretato da Kai Alexander: ragazzo che viene ritrovato ai bordi di un lago da Johanna e Wesley.
- Erik Gunnarsson, interpretato da Sam Redford, doppiato in italiano da Alberto Bognanni: padre di Dante, il ragazzo ritrovato ai bordi del lago.
- Ella Hoy, interpretata da India Brown: sorellina minore di Daisy.
- Vicky Hoy, interpretata da Jade Harrison: madre di Daisy ed Ella
- Max Bonner, interpretato da Robert Ewens: custode del centro sportivo in cui vanno Thomas e Ryan e dove Corinne è tesoriera.
- Suzanne Hope, interpretata da Aretha Ayeh: amica di Corinne. Adam cercherà di contattarla in quanto menzionata dalla moglie.
- Stuart Hope, interpretato da Joey Ansah: marito di Suzanne.
- Parth Kuhalam, interpretato da Ace Bhatti.

### Guest
- Sally Prantice, interpretata da Camilla Arfwedson (episodio 4): ex collega con cui Adam ha avuto un'avventura qualche anno prima della vicenda.

## Produzione
Nel gennaio del 2019, è stato annunciato che Netflix avrebbe iniziato lo sviluppo di una miniserie televisiva basata sul romanzo di Harlan Coben del 2015, con adattamento televisivo scritto da Danny Brocklehurst e con Richard Armitage come personaggio principale. A marzo, il cast è stato annunciato completo, con le aggiunte di altri attori tra cui Siobhan Finneran, Hannah John-Kamen, Jennifer Saunders, Anthony Head e Stephen Rea.

### Le riprese
Le riprese sono iniziate a marzo 2019 a Manchester. Le altre scene sono state girate a Bury e Bolton in aprile, e a Stockport in giugno.